# Huang Long
Long Huang (黃龍S, Huáng LóngP; 5 giugno 1963) è un ex pallanuotista cinese, che ha partecipato alle Olimpiadi estive di Los Angeles 1984 e Seul 1988.
Ha vinto due ori ai Giochi Asiatici, nel 1986 e 1990, ed 1 argento nel 1994, sempre nella pallanuoto.